# Кузнецов, Борис Николаевич
Кузнецов Борис Николаевич (16 марта 1936, Оренбург, СССР) — советский живописец, член Санкт-Петербургского Союза художников (до 1992 года — Ленинградской организации Союза художников РСФСР).

## Биография
Кузнецов Борис Николаевич родился 16 марта 1936 года в Оренбурге. В 1960—1966 годах учился Ленинградском институте живописи, скульптуры и архитектуры имени И. Е. Репина. В 1966 окончил институт по мастерской профессора В. М. Орешникова с присвоением квалификации художника живописи. Дипломная работа — картина «Владимир Маяковский».
После окончания института в 1966—1968 годах работал в творческой мастерской В. М. Орешникова. Участвовал в выставках с конца 1960-х, экспонируя свои работы вместе с произведениями ведущих мастеров изобразительного искусства Ленинграда. Писал жанровые и тематические картины, портреты, пейзажи. Занимался станковой и монументальной живописью. Избирался в руководящие органы Ленинградского Союза художников, Союза художников РСФСР, СССР и России. Автор картин «Натюрморт с газетой», «Портрет школьницы Наташи Петровой» (все 1968), «Портрет колхозницы Лучининой» (1970), «Портрет сына» (1971), «Портрет агронома Ю. М. Захаровой» (1972), «Колхозный президиум» (1975), «Молодые животноводы» (1976), «Сельские будни» (1977), «Портрет с цветком» (1978), «Оренбургский платок» (1980), «Полтавская ярмарка» (1989), «Мария» (1993), «Портрет артиста БДТ Евгения Лебедева» (1997), «Портрет академика Н. В. Мальцева» (2006).
Б. Н. Кузнецов является действительным членом Петровской Академии наук и искусств. Его произведения находятся в музеях и частных собраниях в России, Италии, Франции, США, Японии, Великобритании и других странах.

## Выставки
- 1971 год (Ленинград): Наш современник. Каталог выставки произведений ленинградских художников 1971 года.
- 1972 год (Ленинград): Наш современник. Вторая выставка произведений ленинградских художников.
- 1975 год (Ленинград): Наш современник. Зональная выставка произведений ленинградских художников.
- 1976 год (Москва): Изобразительное искусство Ленинграда.
- 1977 год (Ленинград): Выставка произведений ленинградских художников, посвящённая 60-летию Великого Октября.
- 1978 год (Ленинград): Осенняя выставка произведений ленинградских художников.
- 1980 год (Ленинград): Зональная выставка произведений ленинградских художников.
- 1997 год (Петербург): Связь времён. 1932-1997. Художники - члены Санкт-Петербургского Союза художников России .